# Керекіу (комуна)
Керекіу (рум. Cherechiu) — комуна у повіті Біхор в Румунії. До складу комуни входять такі села (дані про населення за 2002 рік):
- Керекіу (787 осіб) — адміністративний центр комуни
- Кешереу (1080 осіб)
- Тиргушор (616 осіб)

Комуна розташована на відстані 448 км на північний захід від Бухареста, 37 км на північний схід від Ораді, 130 км на північний захід від Клуж-Напоки.

## Населення
За даними перепису населення 2002 року у комуні проживали 2483 особи.
Національний склад населення комуни:
| Національність | Кількість осіб | Відсоток |
| -------------- | -------------- | -------- |
| угорці         | 2035           | 82,0%    |
| цигани         | 401            | 16,1%    |
| румуни         | 46             | 1,9%     |
| німці          | 1              | < 0,1%   |

Рідною мовою назвали:
| Мова                  | Кількість осіб | Відсоток |
| --------------------- | -------------- | -------- |
| угорська              | 2437           | 98,1%    |
| румунська             | 40             | 1,6%     |
| циганська             | 4              | 0,2%     |
| німецька              | 1              | < 0,1%   |
| не вказали рідну мову | 1              | < 0,1%   |

Склад населення комуни за віросповіданням:
| Релігія            | Кількість осіб | Відсоток |
| ------------------ | -------------- | -------- |
| реформати          | 1881           | 75,8%    |
| римо-католики      | 493            | 19,9%    |
| православні        | 39             | 1,6%     |
| греко-католики     | 23             | 0,9%     |
| баптисти           | 22             | 0,9%     |
| п'ятдесятники      | 12             | 0,5%     |
| не релігійні       | 3              | 0,1%     |
| не вказали релігію | 10             | 0,4%     |